# Сьвідри (Піський повіт)
Сьвідри (пол. Świdry, нім. Schwiddern) — село в Польщі, у гміні Біла Піська Піського повіту Вармінсько-Мазурського воєводства.
Населення — 28 осіб (2011).

## Демографія
Демографічна структура станом на 31 березня 2011 року:
|          | Загалом | Допрацездатний вік | Працездатний вік | Постпрацездатний вік |
| -------- | ------- | ------------------ | ---------------- | -------------------- |
| Чоловіки | 15      | 2                  | 12               | 1                    |
| Жінки    | 13      | 2                  | 6                | 5                    |
| Разом    | 28      | 4                  | 18               | 6                    |